# Demonax subobscuricolor
Demonax subobscuricolor är en skalbaggsart som beskrevs av Maurice Pic 1918. Demonax subobscuricolor ingår i släktet Demonax och familjen långhorningar. Inga underarter finns listade i Catalogue of Life.